# مزرعة شمسية
مزرعة الشمسية هي إحدى القرى اللبنانية من قرى قضاء راشيا في محافظة البقاع.
وهي تابعة عقاريا لبلدة كفرمشكي في قضاء راشيا.